# Miss Monde 1953
Miss Monde 1953, est la 3e élection de Miss Monde, qui s'est déroulée au Lyceum Theatre, à Londres, au Royaume-Uni le 19 octobre 1953. 
La gagnante est la Française Denise Perrier, succédant à la Suédoise May Louise Flodin, Miss Monde 1952, et devenant ainsi la première Française de l'histoire à remporter le titre de Miss Monde. Elle est également la première Française à être élue Miss Monde sans avoir jamais gagnée le titre de Miss France. 
Chavatzelet Dror, représentante d'Israël, est la première femme soldat à participer à l'élection de Miss Monde.

## Résultats
| Résultat Final  | Candidates                    |
| --------------- | ----------------------------- |
| Miss Monde 1953 | - France - Denise Perrier     |
| 1re dauphine    | - Grèce - Alexandra Ladikou   |
| 2e dauphine     | - Égypte - Marina Papaelia    |
| 3e dauphine     | - Ceylan - Manel Illangakoon  |
| 4e dauphine     | - Monaco – Elizabeth Chovisky |
| 5e dauphine     | - USA - Mary Kemp Griffith    |

## Candidates

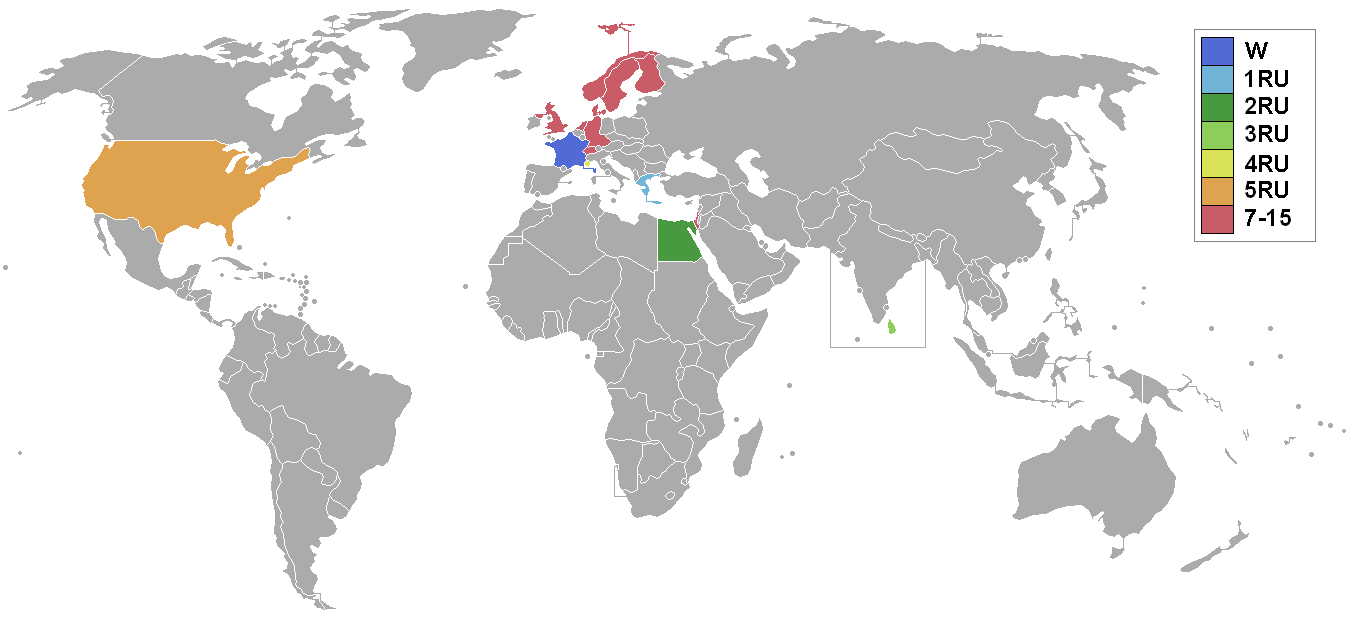
Pays représentés au concours de Miss Monde 1953 :
Miss Monde 1953
1re dauphine
2e dauphine
3e dauphine
4e dauphine
5e dauphine
De la 7e à la 15e place
Pays n'ayant pas participé

15 candidates ont concouru pour le titre de Miss Monde 1953 :
| Pays/Territoire | Candidate                   | Âge    | Résidence       |
| --------------- | --------------------------- | ------ | --------------- |
| Allemagne       | Wilma Kanders               | 20 ans | Dusseldorf      |
| Ceylan          | Manel Illangkoon            | 20 ans | Colombo         |
| Danemark        | Ingrid Andersen             | 21 ans |                 |
| Égypte          | Marina Papaelia Myshimarina | 20 ans | Le Caire        |
| Finlande        | Maija-Riitta Tuomaala       | 19 ans | Lahti           |
| France          | Denise Perrier              | 18 ans | Ailly-sur-Somme |
| Grande-Bretagne | Brenda Mee                  | 20 ans | Derby           |
| Grèce           | Alexandra Ladikou           | 20 ans | Kavala          |
| Hollande        | Yvonne Meijer               | 20 ans | Haarlem         |
| Israël          | Chavatzelet Drillman Dror   | 19 ans |                 |
| Monaco          | Elizabeth Chovisky          | 18 ans | Monte Carlo     |
| Norvège         | Solveig Gulbrandsen         | 23 ans | Oslo            |
| Suède           | Ingrid Johansson            | 18 ans |                 |
| Suisse          | Odette Michel               | 19 ans | Zürich          |
| USA             | Mary Kemp Griffith          | 23 ans | Los Angeles     |

## Scores finaux
| Pays       | Robe de soirée | Maillot de bain | interview |
| ---------- | -------------- | --------------- | --------- |
| France     | 9.345 (3)      | 9.769 (1)       | 1         |
| Grèce      | 9.275 (4)      | 9.047 (4)       | 2         |
| Égypte     | 8.416 (9)      | 9.432 (2)       | 3         |
| Sri Lanka  | 9.703 (1)      | 9.233 (3)       | 4         |
| Monaco     | 9.502 (2)      | 9.039 (5)       | 5         |
| États-Unis | 8.563 (6)      | 9.012 (6)       |           |
| Angleterre | 9.115 (5)      | 8.640 (7)       |           |
| Allemagne  | 8.476 (7)      | 8.590 (8)       |           |
| Pays-Bas   | 8.423 (8)      | 8.410 (9)       |           |
| Israël     | 8.407 (10)     | 7.550 (10)      |           |
| Danemark   | 8.394 (11)     |                 |           |
| Norvège    | 8.105 (12)     |                 |           |
| Suisse     | 7.653 (13)     |                 |           |
| Suède      | 7.596 (14)     |                 |           |
| Finlande   | 7.103 (15)     |                 |           |

## Observations